# Кундуриотис, Георгиос
Георгиос Кунтурио́тис (греч. Γεωργιος Κουντουριώτης; 1782, о. Идра, Османская империя — 1858, Афины, Греция) — греческий арматор и государственный деятель. Уроженец острова Идра.

## Биография
В XV веке на острове Идра нашло убежище бежавшее от турецкого нашествия греческое население соседнего Пелопоннеса, среди которого были представлены и многочисленные православные албанцы-арнауты. Последние, сплотившись в крепкий фис (клан), оставили заметный след в диалекте островитян. В русской литературе XVIII-XIX веков албанцев острова Идры иногда именовали «гидриотами». Со временем (г)идриоты стали отличными моряками. Имела арнаутские корни и семья арматоров Кундуриотисов.

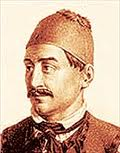
К. Кундуриотис

Вместе со своим братом Лазарем, Георгиос Кундуриотис потратил значительные денежные средства на дело освобождения Греции от турецкого ига. В 1824 году Георгиос Кундуриотис был во главе временного правительства, выбранного народным собранием в противовес правительству Колокотрони. Ему удалось получить первый греческий заём в Лондоне, что дало ему перевес над партией Колокотрони.
В том числе и из-за нерасторопности Кундуриотиса турецкий флот успел незамеченным проплыть через Дарданеллы и произвести резню на острове Псаре. После этого Кундуриотис как политик отступил на второй план. В 1832 году Иоаннис Колеттис ввёл его в комитет семи, где он действовал как сторонник французской партии. В 1843 году он был президентом государственного совета, в 1844—1847 годах — председателем Сената, в 1848 году занимал пост премьер-министра.
Георгиос Кундуриотис умер в 1858 году.
Его внуком был прославленный греческий адмирал Павлос Кунтуриотис.